# Брисио Картер, Артуро
Арту́ро Бри́сио Ка́ртер (исп. Arturo Brizio Carter; род. 9 марта 1956, Мехико) — футбольный арбитр из Мексики. Известен тем, что судил 6 матчей в рамках чемпионата мира по футболу. Три из них он судил в рамках Чемпионате мира по футболу 1994 и три — в рамках Чемпионата мира по футболу 1998. За 6 матчей он показал 29 жёлтых и 7 красных карточек, что на данный момент является рекордом.
Он был первым судьёй, который носил цветную форму на чемпионате мира. 
По данным IFFHS считается лучшим мексиканским судьёй последней четверти века (1987—2011 гг.).